# 1962년 속초항 입구해상 조난 사고
속초항 입구해상 조난 사고(束草港入口海上遭難事故)는 1962년 1월 2일 동해로 출항했다가 풍랑을 만난 어선단의 일부가 귀항 도중에 속초항 입구에서 침몰한 사고이다. 이 사고로 5척의 어선이 침몰, 24명이 사망 또는 실종되었다.

## 사고 경위
1962년 1월 2일, 명태가 잘 잡힌다는 소식을 듣고 속초항에서 어부 1,600명이 244척의 어선으로 명태잡이를 하던 중, 8시경부터 갑자기 파도가 일기 시작하였다. 어선단은 조업을 그만두고 귀항을 서둘렀으나, 13시 30분경부터 20시까지 여러 척의 배가 전복되었다. 배들은 사람들이 육지에서 지켜보는 가운데, 13시 40분부터 17시 30분 사이에 발생한 파도로 방파제 앞에서 전복, 침몰되었다. 큰 파도에 당황한 어선들이 항구에 모여 있다가 몇몇 배들이 입항하는 것을 보고 모여들게 되었다고 하였다. 침몰한 배는 5척, 희생자는 24명으로 파악되었다.

## 구조 작업
2일 밤까지 65척이 귀항하지 못했다. 살아 돌아온 어선들은 승무원은 선실에 두고 선장은 선체에 밧줄로 몸을 묶었기에 가능했다고 보도되었다.
사고 당시, 구호선 1척이 있었으나, 사람들의 요구에도 출항하지 못하였다. 19시에 해군 61함과 PT 보트가 출동, 어선들을 조도 부근에 집결시키고 입항을 막았다. 어선들은 파도가 잔잔해진 3일 아침부터 15시까지 입항하였다.

## 수색 및 사고 처리
최고회의에서는 한국함대 동해경비분대에서 1월 2일 밤부터 소속 함정 7척을 구조 작업에 동원, 표류 선박을 구조하였다고 발표하였다. 1월 3일 오전, 공군에서 헬리콥터 2대를 지원하여 수색 작업을 도왔다. 헬리콥터는 2일 오후부터, 육군과 공군의 비행기도 3일 오전부터 수색에 동원되었다. 시신의 인양은 파도가 거세어 1월 5일이 되어서야 시작되었는데, 1월 9일까지 2구의 시신을 발견하였다. 1월 26일에는 표류하는 시신 1구를 발견하였다.
1월 3일, 농림수산부에서는 현지 군당국에서 구호대책위원회를 구성하였다고 발표하였다. 3일 오전에는 농림부장관과 치안국 과장이 파견되었다. 해군에서는 함대 사령관을 속초에 파견하였다. 농림부장관은 유가족들에 어구를 갖춘 공용 어선을 제공하겠다고 하였다.
1월 4일 오전, 전국재해대책위원회에서는 위원장을 현장에 파견하고, 긴급구호금으로 사망자 1인당 2만환씩을 지급하겠다고 발표하였다. 적십자사에서는 사망한 가족들에 조위금과 광목을 전달하였다. 재해대책위원회에서는 구호금을 모금하였고, 강원도당국은 도내 공무원으로부터 의연금을 갹출하였다.

## 원인 분석 및 논란
사고의 원인으로, 일기예보로 예측하지 못한 기상 상황, 선내에 레이다 등 통신시설 미비, 선원들의 운영 미숙 등이 거론되었다. 바람을 동반한 10 m 높이의 해일이 있었고, 해일로 항구에 들어올 수 없는 상황에서 연락을 받지 못한 배들이 내항으로 진입하려다가 암초에 부딪혔다는 것이다.

## 기타

### 묵호 어선단 조난 사고
같은 날 풍랑으로 묵호에서 출항한 250척의 어선 중 17척이 다음날까지 돌아오지 못했다. 미귀환 어선에는 모두 226명이 승선해 있었다. 미귀환 어선들은 동해 주변 각지로 흩어져 있었고, 1월 10일에 마지막 1척이 귀환하였음이 12일에 확인되었다. 이 사고로 모두 9명이 사망하였다.

## 같이 보기
- 영일만 대참사